# Per Albin Hansson
Per Albin Hansson (ur. 28 października 1885 w Kulladal (obecnie dzielnica Malmö), zm. 6 października 1946 w Sztokholmie) – szwedzki polityk, działacz Szwedzkiej Socjaldemokratycznej Partii Robotniczej, w młodości dziennikarz.
Był synem murarza. W latach 1917–1924 zajmował stanowisko redaktora naczelnego dziennika „Social-Demokraten”. W 1918 po raz pierwszy został wybrany deputowanym do Riksdagu, którym pozostał już do śmierci. Od 1925 do końca życia pełnił funkcję przewodniczącego Szwedzkiej Socjaldemokratycznej Partii Robotniczej. Był ministrem wojny (1920), a później obrony (1920, 1921–1923, 1924–1926). Od 24 września 1932 do 19 czerwca 1936 oraz od 28 września 1936 do śmierci sprawował urząd premiera Szwecji.
Jako premier prowadził politykę interwencjonizmu i wdrażał reformy o charakterze społecznym. Nie przyjął niemieckiej propozycji o zawarciu paktu o nieagresji (maj 1935). 
W 1941 roku odrzucił propozycję prawicowych polityków z 1938 roku, by poszerzyć ustawę zasadniczą Królestwa Szwecji o prawa człowieka.
Głównym zadaniem jego trzeciego rządu stało się utrzymanie niezawisłości i neutralności Szwecji przez niedopuszczenie do czynnego zaangażowania się kraju w działania wojenne. Jednym z najważniejszych wyzwań był Midsommarkrisen, czterodniowy kryzys polityczny w dniach 22–25 czerwca 1941, spowodowany niemieckim żądaniem umożliwienia przejazdu tranzytowego przez terytorium Szwecji od granicy z Norwegią do granicy z Finlandią w pełni uzbrojonej niemieckiej dywizji piechoty przy wykorzystaniu szwedzkiego taboru kolejowego.
Jego imieniem (Per Albin-linjen) nazywano potocznie Linię Skanii, 500-kilometrową linię fortyfikacji zbudowaną w czasie II wojny światowej w południowym Götalandzie od Båstad przez Skanię do środkowego Blekinge.